# Isactinia olivacea
Isactinia olivacea är en havsanemonart som först beskrevs av Hutton 1878.  Isactinia olivacea ingår i släktet Isactinia och familjen Actiniidae. Inga underarter finns listade i Catalogue of Life.